# Martin Penc
Martin Penc (* 21. května 1957 Praha) je český cyklista, reprezentant bývalého Československa, v jehož dresu vybojoval spolu s Teodorem Černým, Jiřím Pokorným a Igorem Slámou bronzovou medaili ve stíhacím závodě mužstev na 4 000 metrů v dráhové cyklistice na olympijských hrách v Moskvě v roce 1980. V individuálním závodě na 4000 metrů skončil osmý.
Bronzové medaile z Moskvy obhájilo české kvarteto na domácím mistrovství světa v Brně roku 1981. Od roku 1983 přesedlal Penc ze stíhačky na individuální bodovací závod, v němž skončil v roce 1984 druhý na závodech Družba 84 ve východoněmeckém Schleizu a roku 1985 se stal v italském Bassano del Grappa amatérským mistrem světa. Roku 1987 přestoupil do německé profesionální stáje Kotters, v roce 1989 byl mezi profesionály třetí na mistrovství světa v Lyonu.
Je odchovancem Sparty Praha, později přestoupil do ASC Dukla. Startoval také v silničních závodech, největším úspěchem bylo etapové vítězství na závodě Lidice v roce 1981. Po skončení kariéry byl trenérem, po odchodu ze sportovního světa pracuje v České pojišťovně.